# Secreet Besogne
Een Secreet Besogne, ook Geheim Besogne of Groot Besogne, was een 17e-eeuwse geheime ad-hoccommissie of werkgroep van de Staten-Generaal van de Nederlanden.
De commissies werden opgericht vanwege de toegenomen werkdruk en om slagvaardiger te zijn. Ze werden per onderwerp ingesteld en ontbonden als het afgewerkt was. In deze commissies hadden gedeputeerden zitting van wisselende samenstelling. De commissies vergaderden in het geheim en mochten zelfstandig beslissingen nemen. In feite hadden de afgevaardigden 'carte blanche'.
De onderwerpen die zij behandelden bestond voornamelijk uit het voorbereiden van de volgende legercampagne, het vergezellen van het leger tijdens de campagne en internationale kwesties. Doordat de te behandelen onderwerpen voor Frederik Hendrik van Oranje meestal relevant waren, had hij vaak zitting in de commissies. Lang werd aangenomen dat hij de samenstelling van de commissies mocht bepalen en daarmee altijd voldoende personen kon selecteren van eigen signatuur. Daarmee zou hij de commissies naar zijn hand hebben kunnen zetten. Dit is echter achterhaald: hij had een groot aanzien verworven, maar er bleven tegenstanders van hem in de Staten-Generaal.
De commissie bestond uit de raadpensionaris van Holland als voorzitter, de griffier van de Staten-Generaal en meestal drie afgevaardigden van Holland en elk een van de zes overige provincies. Vanaf 1630 werd de voorzittersrol overgenomen door de stadhouder, behalve in het Eerste en Tweede Stadhouderloze Tijdperk.
In 1643 deed de Staten van Holland een instructie uitgaan die zijn afgevaardigden in de secrete besognes verplichtte eerst met de Hollandse Staten overleg te voeren, voordat beslissingen genomen mochten worden die van belang waren voor de Staten. De provincie Gelderland gaf eenzelfde instructie af. De macht van Frederik Hendrik in deze commissies was daarmee gekortwiekt.
De Secrete Besognes waren een verre voorganger van een kabinetsberaad en raakten in onbruik onder stadhouder Willem IV van Oranje-Nassau.